# 과속 단속

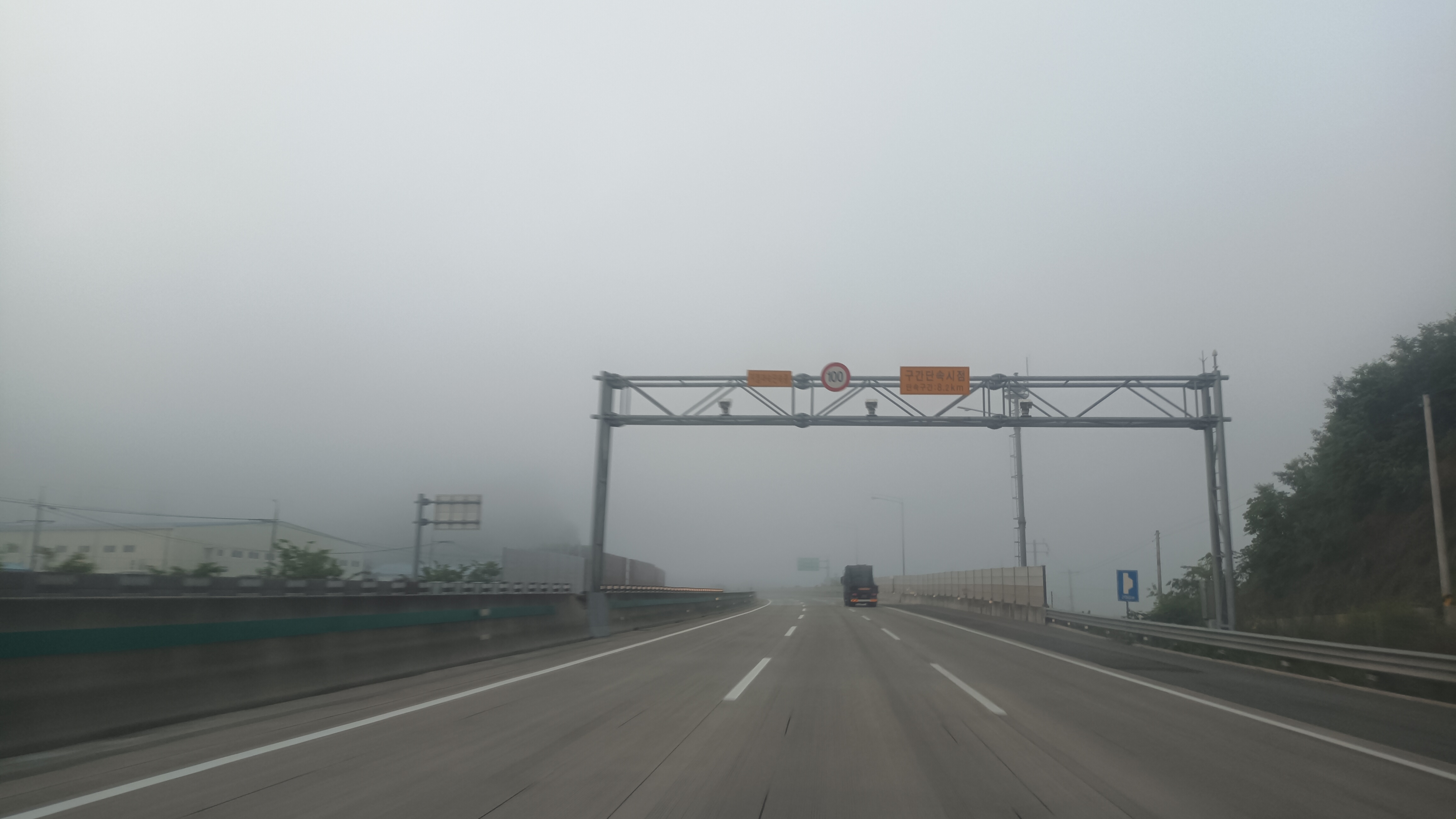
경부고속도로의 100 km/h 구간단속

과속 단속(영어: Speed limit enforcement)은 속도 제한을 지키지 않는 차량을 단속하는 행위를 말한다.

## 종류

### 고정식 단속
일정한 위치에 단속카메라를 설치하여 차량의 통과속력을 측정하는 방식이다.

#### 구간 단속

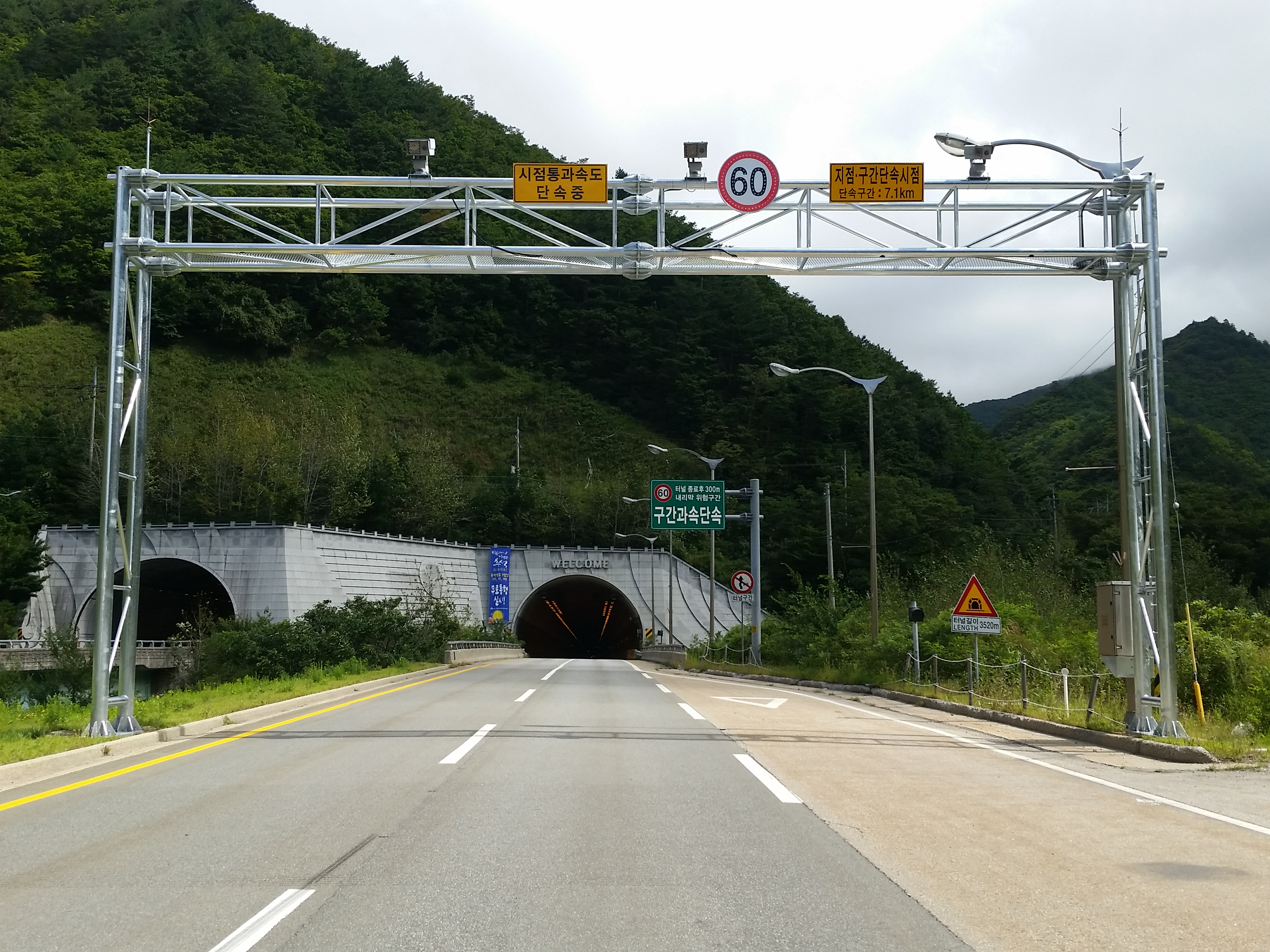
강원도 미시령터널(속초방향)에서 시행 중인 구간과속단속 시점

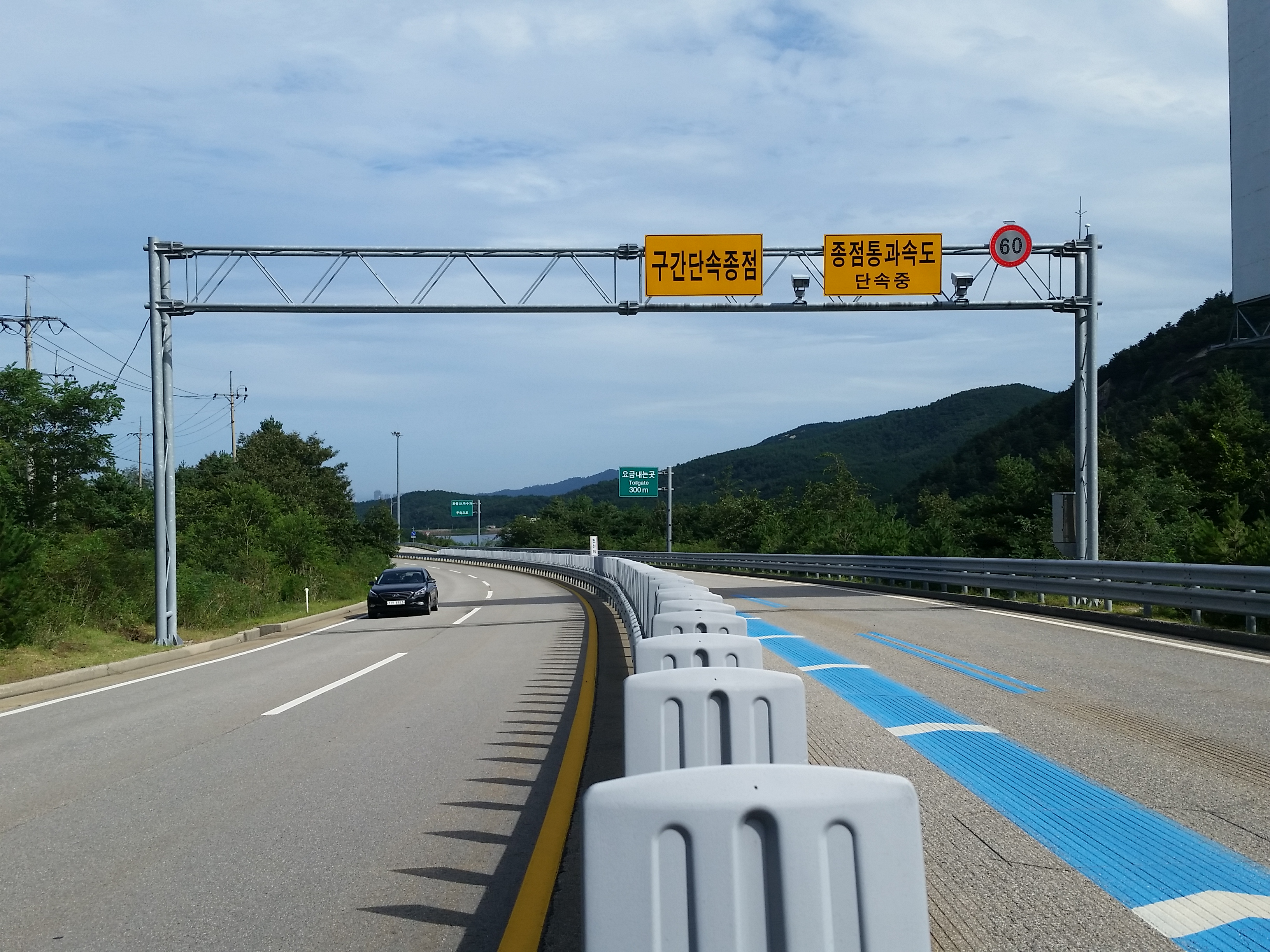
강원도 미시령터널(속초방향)에서 시행 중인 구간과속단속 종점

구간 단속(영어: Over speed enforcement per section)이란 과속 단속의 종류 중 하나이다. 구간 단속 시작점에서의 통과 시각과 구간 단속 종점에서의 통과 시각, 시점부터 종점까지의 이동 거리를 기준으로 차량의 평균 속력을 계산하여 과속 여부를 판정하는 단속 방식으로, 제한 속도로 운행하였을 때의 계산된 운행 시간보다 기록된 운행 시간이 짧았을 때 단속 대상이 된다. 기존의 과속 단속 카메라(한 구간의 순간 속력으로 단속했던 카메라) 앞에서만 속도를 감속했다가 카메라를 지나면 다시 가속하던 '캥거루 과속'을 방지하기 위해 새로이 등장한 방법이다. 대한민국에서는 2007년 12월 20일 영동고속도로의 일부 구간에서 처음 시행되었으며, 현재는 대한민국의 일부 고속도로와 직선 구간이 많은 국도에서 운영되고 있다.
도로에 진입한 차량이 단속 구간의 시작 지점에 들어서게 되면, 차로에 설치되어 있는 카메라를 통해 차량 속력과 통과한 시각과 같은 차량 정보를 전용 망이나 무선으로 단속 구간의 종점으로 전송하게 된다. 이후 차량이 구간 단속 종점 지역에 도달하게 되면, 각 차로 별로 설치된 카메라가 해당 차량을 촬영하고, 촬영한 정보는 중앙 처리 시스템으로 보내져 제어 장치에 송신되는 차량 번호를 분석하고, 주행 시간과 운행 거리의 통과 속도를 산출하여 차량의 과속 여부를 판정한다.
구간 단속 역시 시점과 종점에서 해당 지점에서의 통과속력을 측정하며, 셋 중에서 가장 높은 수치를 기준으로 삼는다.

### 이동식 단속
단속담당자가 차량을 통해 단속위치를 이동하면서 측정하는 방식이다.